# Герматюк
Герматюк (азерб. Gərmətük, тал. Qamətuk) — посёлок городского типа в Ленкоранском районе Азербайджана. Посёлок расположен в 8 км от железнодорожной станции Ленкорань (на линии Сальяны — Астара) на Ленкоранской низменности, на берегу реки Ленкоранчай.
Статус посёлка городского типа с 1971 года.

## Этимология
Местное население произносит ойконим как Гаматук (азерб. Qamətük, тал. Qamətuk). Название поселка образовано от талышских слов гам — «теплый» и тук — «место, где сажают рис» (-а здесь — соединительная гласная) и означает «рисовый участок в теплом месте».

## Население

### XIX век
По данным списков населённых мест Бакинской губернии от 1870 года, составленных по сведения камерального описания губернии с 1859 по 1864 гг., в селении Герматук Ленкоранского уезда было 106 двора с населением 633 человека, состоящее из талышей-шиитов. Также в селе была одна мечеть.
По данным «Сборника сведений о Кавказе» за 1880 год в селе Герматук Ленкоранского уезда по сведениям 1873 года было 123 двора и проживало 771 талышей, которые были шиитами. Также в селе была расположена мечеть.
По данным «Свода статистических данных о населении Закавказского края, извлеченных из посемейных списков 1886 года» в селе Герматук одноимённого сельского округа Ленкоранского уезда было 145 дымов и проживало 1002 талыша, указанных как «талышины», которые были шиитами по вероисповеданию и крестьянами.

### XX век
В одной из статистических ведомостей, приложенной к Обзору Бакинской губернии за 1902 года и показывающей национальный состав коренного населения населённых пунктов Бакинской губернии к 1 января 1903 года, по Герматуку Ленкоранского уезда указаны 56 дымов и 562 душ обоего пола (322 душ мужского пола и 242 душ женского пола), азербайджанцев-шиитов по национальности, указанных как «татары шииты».
По сборнику сведений по Бакинской губернии 1911 года село Герматук Ленкоранского участка Ленкоранского участка имело 113 дворов с население 876 человек, по национальности — талыши.
По сведениям «Кавказского календаря» на 1912 год в Герматуке Ленкоранского уезда проживало 882 жителя, в основном азербайджанцы, указанные как «татары». По данным «Кавказского календаря» на 1915 год в село Герматук проживало 412 человек, в основном талыши.
Согласно результатам Азербайджанской сельскохозяйственной переписи 1921 года село Герматук одноимённого сельского округа Ленкоранского уезда Азербайджанской ССР населял 934 человека, преимущественно талыши, а население состояло из 481 мужчина (из них 6 грамотных) и 453 женщины (из них 1 грамотная), при этом 1 человек отсутствовал и находился в Красной армии.
В «Административном делении Азербайджанской ССР» на 1933 год, в составе Герматукского сельсовета указаны населённые места: Ашагы-Нюведи, Герматук (азерб. Gərmətуk), Кювениль и Виян, при этом в указанном там селе Герматук проживало 1282 человека (290 хозяйства). Талыши составляли 62,6 % населения всего Герматукского сельсовета.
В Герматюке зафиксирована махалля «Тюркоба», что связывается с поселением здесь тюрков.
В годы СССР в Герматюке существовали средняя школа, дом культуры, библиотека, детский сад, отделение связи, автоматическая телефонная станция, а также совхоз имени Ази Асланова.
| 1979 | 1989 | 2011 |
| ---- | ---- | ---- |
| 3042 | 3477 | 4200 |

## Памятники
- Мемориальный комплекс, воздвигнутый в память о погибших в Великой Отечественной войне[17][18][2]
- Бюст дважды Героя Советского Союза генерал-майора Ази Асланова[18]